# Na Stínadlech
Le Na Stínadlech actuellement nommé AGC Aréna Na Stínadlech est un stade de football situé à Teplice en République tchèque.
C'est le domicile du FK Teplice. Le stade a une capacité de 18 221 places.

## Galerie

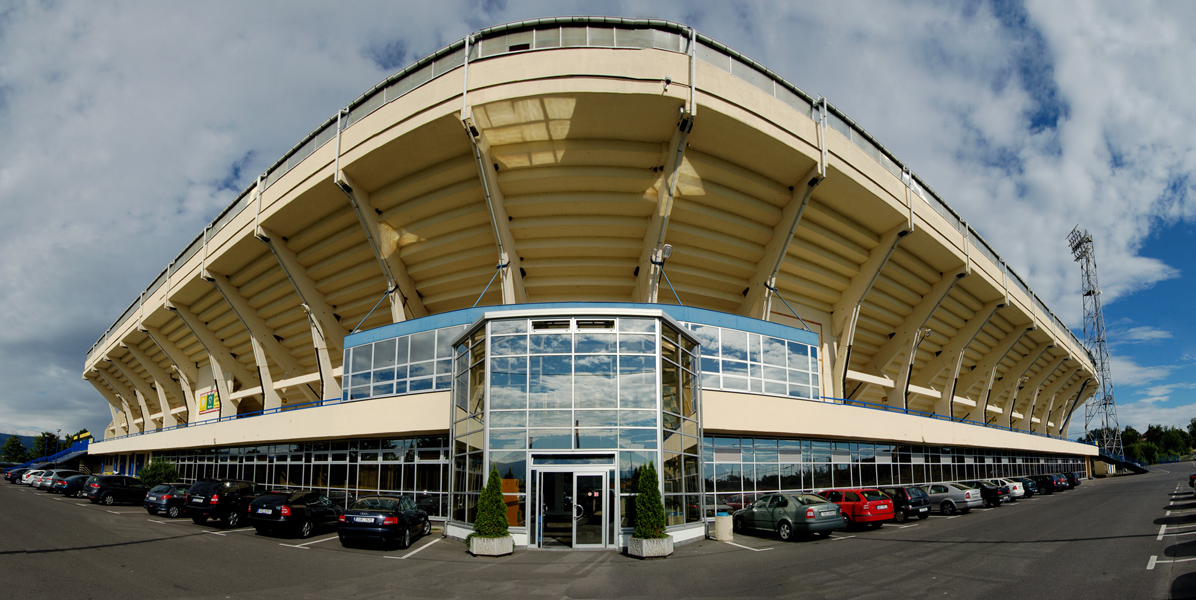
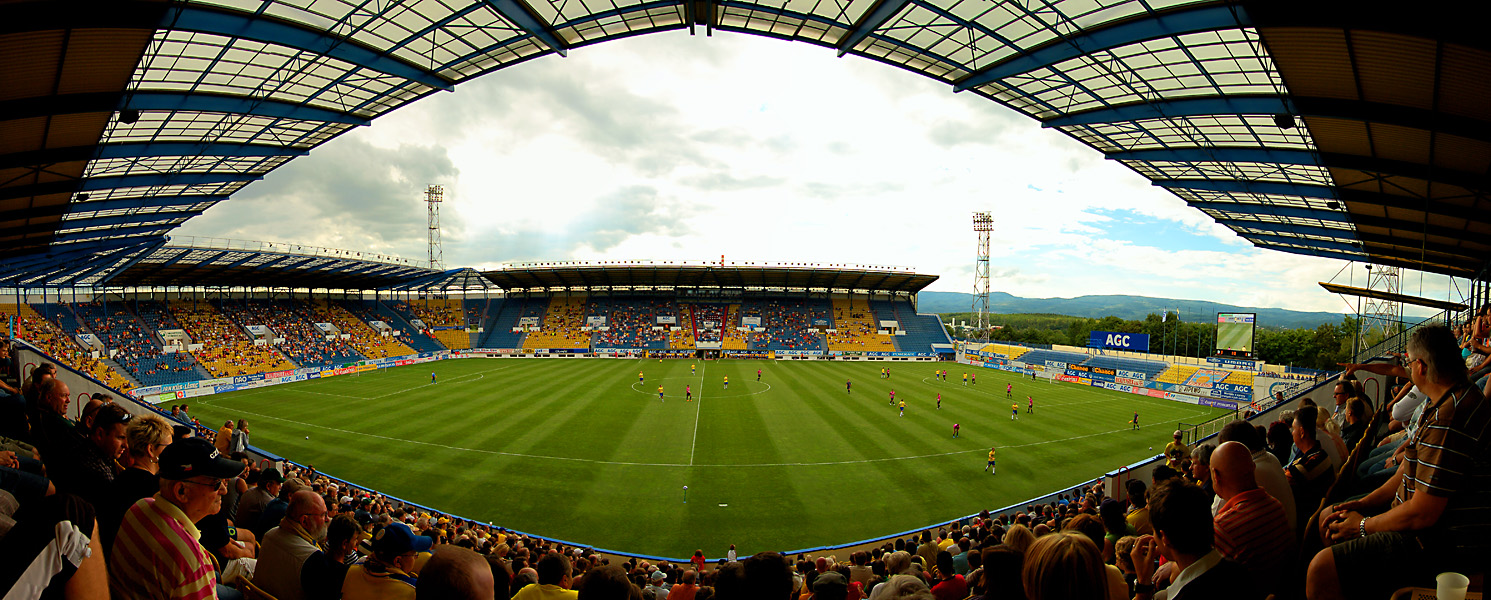